# 张灿玾
张灿玾（1928年7月—2017年9月1日），部分来源写作张灿岬，男，汉族，山东荣成人，中国中医医史文献专家、中医教育家，山东中医药大学主任医师、教授，首届国医大师。